# Newgate (compañía)
Newgate es una empresa británica de fabricación de relojes de distintos tipos (desde relojes de pared hasta relojes de pulsera) con sede en Oswestry, Shropshire. Además de su gama de relojes, también diseña y produce gafas bajo su marca hermana London Mole.

## Antecedentes
Newgate fue fundada en 1991 por Jim y Chloe Read. El nombre se inspiró en el antiguo peaje de New Gate, cerca de su apartamento y primera casa en Oswestry.
Se les vio por primera vez en una feria comercial en Alexandra Palace, Londres, donde recibieron pedidos de relojes de Harrods, docenas de tiendas de artículos para el hogar y varios distribuidores europeos.
En la década de 1990, el 75% de los relojes producidos se exportaban a todo el mundo. Hasta 2003 todos los relojes se produjeron en la fábrica de Oswestry, cuando la producción se trasladó a Asia para reducir los costos de fabricación y aumentar la capacidad de producción.
En 2009, la empresa adquirió una gran fábrica que antes pertenecía a la empresa Laura Ashley plc en Oswestry. Una vez reformada, la fábrica incluyó las nuevas instalaciones, unas oficinas y salas de exposición, construidas en estilo clásico y amuebladas con muebles originales de la década de 1940. El edificio también alberga los estudios de diseño de Newgate y su colección de relojes industriales y antiguos.

## Jones Clocks
En 2005 se lanzó la marca hermana Jones Clocks, dedicada a los relojes de moda. Sus productos se venden en supermercados, grandes tiendas de bricolaje y artículos para el hogar, y directamente al consumidor.

## Newgate Watches
En 2012 comenzó el desarrollo de una gama de relojes. La colección de relojes Newgate tardó tres años en materializarse, con el lanzamiento de una gama de cincuenta relojes en la Feria de Primavera de Birmingham, en febrero de 2015. La publicación británica especializada en relojes WatchPro incluyó a los fundadores de Newgate Watch, Jim y Chloe Read, en la categoría de Pioneros del WatchPro Hot 100 de 2016.
En 2015, se realizó una serie de cortometrajes para mostrar cada reloj y familia de relojes. Los relojes Newgate se venden en todo el mundo a través de distribuidores como iWorld.

## London Mole
La marca hermana London Mole se lanzó en 2019, con Jim Read y su equipo diseñando gamas de gafas de lectura, gafas de sol, gafas de protección azul y gafas de moda.